# Ciprés del Real Jardín Botánico
El ciprés del Real Jardín Botánico (Cupressus sempervirens) es el árbol más antiguo ubicado en el Real Jardín Botánico de Madrid, en el paseo de Mutis, en la terraza del Plano de la Flor. Forma parte de los árboles singulares de la Comunidad de Madrid y también pertenece a la categoría de árboles singulares del Real Jardín Botánico. Está integrado dentro del Paisaje de la Luz, un paisaje cultural declarado Patrimonio de la Humanidad el 25 de julio de 2021.

## Descripción
Tiene una antigüedad de 250 años, una altura del 32 metros y un diámetro de un metro y medio. Su copa es cónica, de color verde negruzco y sus hojas perennes tienen forma de escama. El tronco es recto y cilíndrico y sus ramas son cortas y horizontales. Al final de las ramas aparecen las flores que se convertirán en frutos (piñas) con la llegada del otoño. Es un árbol longevo que soporta muy bien tanto el frío como el calor e incluso la sequía. De crecimiento lento, está muy extendido en la cuenca del mar Mediterráneo.

## Historia
El ciprés abunda en los cementerios, aunque no se sabe bien cual es el origen de esta costumbre, es sabido que los griegos lo consideraban un símbolo funerario. Para los cristianos es símbolo de la inmortalidad, consideraban que su mayor cualidad era ayudar a los difuntos a encontrar el camino al cielo. Algunos testimonios escritos de autores de la antigüedad como Teofrasto considera que estaba dedicado a la deidad de los muertos pues su raíz  nunca da  brotes nuevos .